# Faverges
Faverges là một Commune trong tỉnh Haute-Savoie thuộc vùng Rhône-Alpes đông nam Pháp.